# Graham V. Hartstone
Graham V. Hartstone (Uxbridge, Anglaterra, juny de 1944) és un enginyer de so britànic, candidat tres cops a l'Oscar al millor so.
Va començar la seva carrera a principis de la dècada de 1960, i va debutar en el cinema com a creditor de reproducció a la pel·lícula de Basil Dearden All Night Long el 1962. El mateix any va assistir a l'enginyer de so en la comèdia Carry On Cruising. Fins a 1976 va participar en un total de vuit pel·lícules de la sèrie Carry-on. A més, va treballar el 1962 en la primera de la sèrie de pel·lícules de James Bond, Agent 007 contra el Dr. No. Fins al 2002, va estar involucrat en 16 de les 20 pel·lícules produïdes. Excepte George Lazenby, ha treballat amb tots els anteriors actors que han interpretat Bond fins aleshores.
Ha estat nominat en diverses ocasions per la seva tasca al Oscar i al Premi BAFTA, en cadascuna de les categories de millor so. La seva primera nominació a l'Oscar la va rebre el 1979 per Superman. El 1985 va ser nominat per Passatge a l'Índia, i el 1987 per Aliens. El 1983 va ser nominada a dos premis BAFTA per Blade Runner i Pink Floyd The Wall, amb el que va guanyar el premi. Fou nominat dos cops més, el 1987 per Aliens i el 1996 per Goldeneye. També va rebre dues nominacions al Goya al millor so per Kika (1993) i La flor de mi secreto (1995).
El 2005 es va retirar inicialment del negoci cinematogràfic, però el 2012 va tornar com a consultor del psychothriller Berberian Sound Studio.

## Filmografia parcial
- 1962: Agent 007 contra el Dr. No
- 1963: Des de Rússia amb amor
- 1964: Goldfinger
- 1965: Operació tro
- 1973: Viu i deixa morir
- 1974: L'home de la pistola d'or
- 1977: L'espia que em va estimar
- 1979: Moonraker
- 1979:Superman
- 1981: Només per als teus ulls
- 1982: Blade Runner
- 1982:Pink Floyd The Wall
- 1984: Supergirl
- 1985: Panorama per matar
- 1985:Passatge a l'Índia
- 1985: Legend
- 1987: Alta tensió
- 1987 :Aliens
- 1989: Llicencia per matar
- 1989: ¡Átame!
- 1991: Thelma i Louise
- 1991: Tacones lejanos
- 1993:Kika
- 1995: Goldeneye
- 1995: La flor de mi secreto
- 1997: El demà no mor mai
- 1999: Amb el món no n'hi ha prou
- 1999: Eyes Wide Shut
- 2002: Mor un altre dia